# Grimmia pulla
Grimmia pulla är en bladmossart som beskrevs av Jules Cardot 1909. Grimmia pulla ingår i släktet grimmior, och familjen Grimmiaceae. Inga underarter finns listade i Catalogue of Life.